# Bajo el glaciar
A los pies del glaciar (en islandés Kristnihald undir Jökli, i. e. 'Cura de almas a los pies del glaciar') es una novela publicada en 1968. Su autor es el nobel de literatura islandés Halldor Laxness.

## Trama

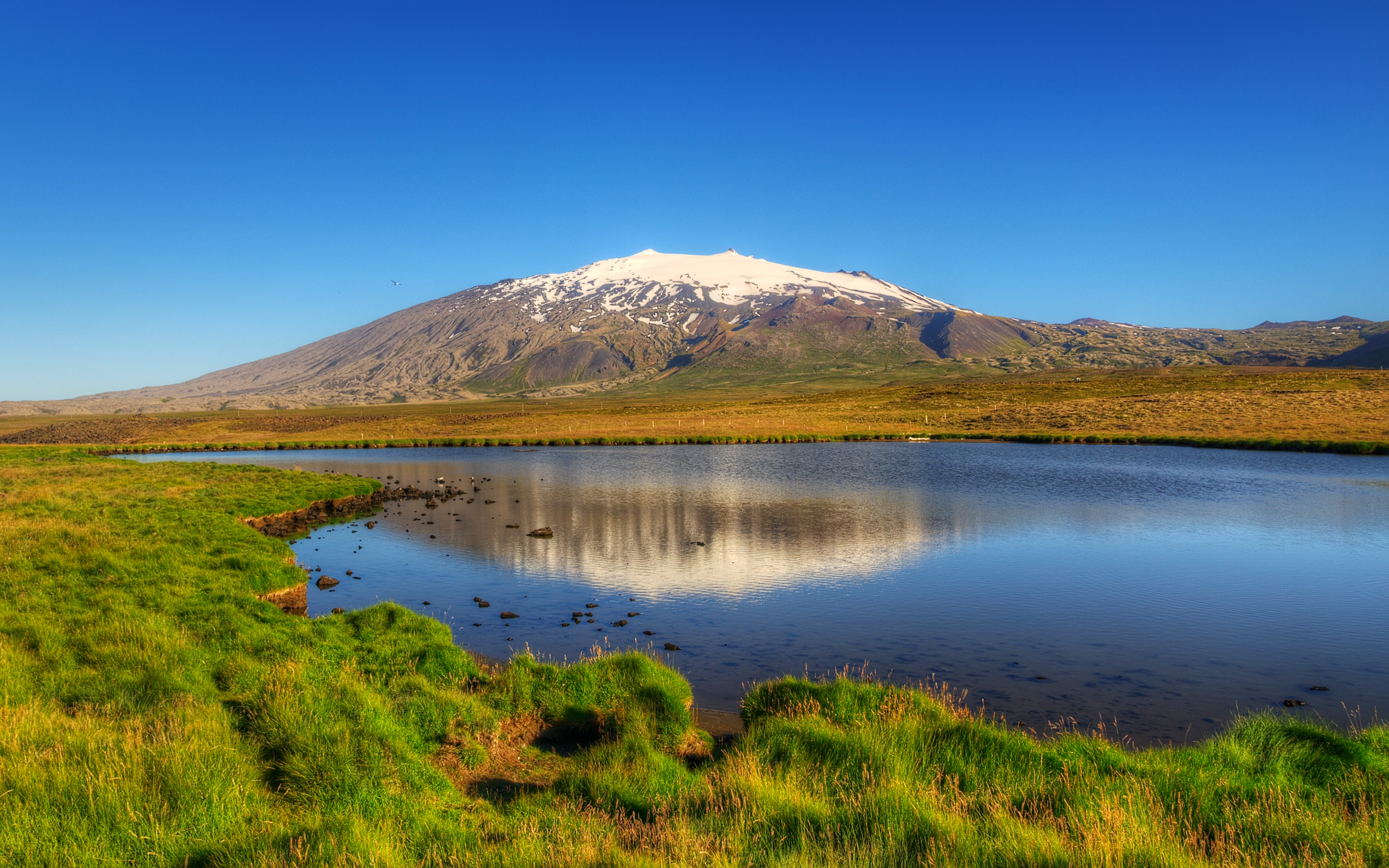
Zona del Snæfellsjökull donde transcurre la trama de Bajo el glaciar.

El nombre del sacerdote es Séra Jón Jónsson, llamado Séra Jón Prímus. La iglesia de su parroquia está cerrada. No se realizan servicios religiosos. Tampoco se celebran en ella ni bautismos ni funerales. Séra Jón lleva 20 años sin cobrar su sueldo de pastor. En cambio, tiene habilidades manuales. Repara numerosos objetos en su comunidad y está familiarizado con la cría de animales de granja. Es muy popular entre los miembros de su comunidad y puede ganarse la vida de esta manera. Su esposa está desaparecida; en cambio, vive con él una mujer llamada “Hnallþóra” (es decir, Hnall-Þóra).
Durante su estancia en la parroquia a los pies del glaciar, el narrador se ve envuelto en una serie de acontecimientos insólitos. Así, entra en contacto con algunas personas raras. Esto incluye al Profesor Dr. Godman Syngmann (en la ortografía laxnessiana, Sýngmann) alias Guðmundur Sigmundarson, quien una vez hizo llevar al glaciar una caja de madera de un metro de largo. Tiene tres asistentes, llamados “pastores”, que aparentemente proceden de tierras lejanas y se dedican a oscuros estudios religiosos. El narrador, que sólo pretendía permanecer en la comunidad tres días, pospone varias veces su regreso a Reykjavík ante los constantes nuevos enigmas que le van surgiendo.
El profesor muere repentinamente, por lo que es necesario realizar su funeral. Cuando lo presionan en este sentido, el sacerdote se presta de mala gana a realizar dicho acto en la iglesia improvisada. Posteriormente se saca la caja de madera del glaciar y se abre ceremoniosamente. En su interior hay salmón congelado que pronto es devorado por los pájaros. Luego aparece Úa, también conocida como Guðrún o Úrsúla, quien aparentemente es la esposa desaparecida y supuestamente fallecida del pastor. Ella también parece oscura: trabajó, entre otras cosas, como monja, como gerente de un burdel en Buenos Aires y como tejedora de guantes en Perú. Desde que llaman a Séra Jón para reparar una casa de congelación rápida, apenas se da cuenta de que Úa ha vuelto. En cambio, le ofrece a su esposa al narrador. Úa lo seduce y lo lleva en su coche a una casa situada “en el fin del mundo”. El coche se queda atascado en un hoyo pantanoso. Después de llegar a la casa a pie y que Úa desaparace allí, el narrador huye.

## Película
En 1989 se estrenó la película Bajo el glaciar basada en la novela y dirigida por Guðný Halldórsdóttir, hija de Halldór Laxness.

## Traducciones
- Halldór Laxness: Seelsorge am Gletscher. Übersetzung von Bruno Kress. Berlin, Weimar: Aufbau-Verlag, 1974.
- Halldór Laxness: Am Gletscher. Übersetzung von Bruno Kress. Göttingen: Steidl Verlag, 2012.
- Halldór Laxness: Under the glacier. Translated by Magnús Magnússon. With an introduction by Susan Sontag, New York: Vintage International · Vintage Books · A Division of Random House, Inc, 2022.
- Halldór Laxness: Sotto il ghiacciaio. Traduzione di Alessandro Storti. Milano:  Iperborea, 2011.
- Halldór Laxness: Úa - Chrétiens du glacier. Traduction de Régis Boyer. Arles:  ACTES SUD, 1998.